# Gungthang Tenpe Drönme
| Tibetische Bezeichnung                                |
| ----------------------------------------------------- |
| Tibetische Schrift: གུང་ཐང་བསྟན་པའི་སྒྲོན་མེ་                |
| Wylie-Transliteration: gung thang bstan pa'i sgron me |
| Andere Schreibweisen: Gungthang Tenpe Drönme          |
| Chinesische Bezeichnung                               |
| Vereinfacht: 贡唐・丹白仲美                           |
| Pinyin:Gongtang Danbai Zhongbei                       |

Gungthang Tenpe Drönme (tib. gung thang bstan pa'i sgron me; geb. 1762; gest. 1823) war der 3. Gungthang Rinpoche von Labrang Tashikyil, d. h. der 3. Vertreter einer wichtigen Inkarnationslinie der Gelug-Schule des tibetischen Buddhismus, er wurde im tibetischen Gebiet von Amdo geboren (heute Provinz Gansu, Autonomer Bezirk Gannan der Tibeter). Der 2. Jamyang Shepa Könchog Jigme Wangpo (dkon mchog 'jigs med dbang po; 1728–1791) war sein Lehrer.
Gungthang Tenpe Drönme wurde im Jahr 1773 inthronisiert, im Alter von 17 Jahren (1778) ging er zum Studium der Rechtswissenschaften ins Kloster Drepung in Tibet, im Alter von 21 Jahren (1782) erhielt er die Bhikkhu-Mönchsweihen, 22-jährig (1783) erwarb er den höchsten akademischen Geshe-Grad des Geshe Lharampa, zum Kloster Labrang kehrte er 1786 zurück, im Alter von 31 Jahren (1793) wurde er zum 21. Abt des Labrang-Klosters ernannt. 1796 wurde er Abt des Monguor-Klosters Gönlung Champa Ling. Er starb 1823.

## Werke
Er ist Verfasser mehrerer literarischer Werke, wovon sein Werk der Legshe-Gattung (legs bshad), das chu shing bstan bcos, das bekannteste ist.
Sein Geistiger Führer zur Juweleninsel (Nor bu'i gling du bsgrod pa'i lam yig) fand Aufnahme in der UNESCO-Sammlung repräsentativer Werke.
Er war auch der Autor einer Biographie von Thuken Lobsang Chökyi Nyima.